# Noord-Duitse koraalfantasie
De Noord-Duitse koraalfantasie is een van de voortbrengselen van de Noord-Duitse Orgelschool en kenmerkt zich door een uitvoerige behandeling van koraalmelodieën in een rijk scala van klankkleuren, muzikale figuren en vormen. Naast de zogenaamde vrije orgelwerken - met name het drie- of vijfdelige 'Praeludium-pedaliter' - was de Noord-Duitse koraalfantasie een van de meest gebezigde vormen van monumentaal orgelspel in de 17e eeuw.
Een variant hiervan is de zogeheten partita, de genreaanduiding voor een reeks van afzonderlijke variaties (omspelingen) van een melodie.
Belangrijke componisten in dit genre waren organisten die werkzaam waren in grote Noord-Duitse stadskerken. De beroemdste zijn: Dietrich Buxtehude, zijn leerling Nicolaus Bruhns, Johann Adam Reincken en Vincent Lübeck Senior.
Johann Sebastian Bach beheerste weliswaar de techniek van het improviserend spelen in Noord-Duitse koraalfantasievorm (zie bij Johann Adam Reincken), als componist daarentegen heeft hij zich er nooit op toegelegd. Wel zijn van hem twee relatief kleine bewerkingen van lutherse kerkliederen overgeleverd die, gelet op de grote variëteit van muzikale figuren, als Noord-Duitse koraalfantasie-in-beknopte-vorm zijn aan te merken (Zie BWV 718 'Christ lag in Todesbanden' en BWV 1128 'Wo Gott der Herr nicht bei uns hält').

## Functie
Het genre werd in belangrijke mate uitgeoefend in de vorm van improvisaties tijdens zogeheten Vespers, kerkdiensten op zaterdagavonden, waarin zelfs de gebruikelijke prediking door een geestelijke vervangen werd door een langgerekte bewerking over het centrale kerklied van de kerkdienst: een improvisatie in de vorm van de 'Noord-Duitse koraalfantasie'.
Het is hierom dat betrekkelijk weinig van deze omvangrijke koraalgebonden orgelwerken zijn overgeleverd. Hoe belangrijk dit genre wel niet was, blijkt wel hieruit dat een van de opdrachten bij organistenproefspelen het kunnen improviseren betrof in de bovengenoemde stijl over een koraalmelodie.
Indien muziek in Noord-Duitse koraalfantasiestijl op schrift werd gesteld (compositie) dan was dit om daarmee de sublieme genrevaardigheid van de maker ten behoeve van anderen te documenteren (leerlingen o.a.), of op verzoek van een collega zónder improvisatievaardigheid hem een representatief speelstuk ter beschikking te kunnen stellen, dan wel gebeurde het met het oog op een bijzondere (kerkelijke?) gebeurtenis waarin de musicus in kwestie het risico op fouten niet wilde lopen (druk van de omstandigheden) en dus alles maar voor de zekerheid als speelstuk op papier vastlegde.

## Laatste bijdrage: door Bach
Een van de laatste echo's van deze 17de-eeuwse Noord-Duitse organistenkunst - wellicht zelfs de allerlaatste - dateert uit 1720. Het betreft niemand minder dan Johann Sebastian Bach.
‘Ongeveer in het jaar 1722 -dit moet het jaartal 1720 zijn- ondernam hij een reis naar Hamburg en liet zich daar, voor de magistraten en vele andere voorname lieden, tot ieders verwondering gedurende twee uren horen op het mooie Catharina-orgel. De oude organist van deze kerk, Johann Adam Reincken, die destijds bijna honderd jaar was - dit moet ‘bijna-tachtig jaar’ zijn - hoorde hem met bijzonder veel genoegen aan.
En nadat onze Bach op verzoek van de aanwezigen zeer uitvoerig, gedurende een half uur, had geïmproviseerd over het kerklied ‘An Wasser Flüssen Babÿlons’, op de manier zoals de besten onder de Hamburgse organisten dat tijdens zaterdagse Vespers gewend waren te doen, maakte hij hem het volgende compliment: “Ik dacht dat deze kunst was gestorven, ik zie echter dat zij in u leeft”.
Reinckens uitspraak was des te verrassender omdat hij vele jaren daarvoor dit koraal zelf op de hierboven genoemde manier op muziek had gezet, wat Bach niet onbekend was, en dat hij daarom op Bach enigszins jaloers was. Maar Reincken riep hem toch bij zich en trad hem met veel hoffelijkheid tegemoet. (Vertaling van een fragment uit de Necrologie van J.S.Bach [verschenen in 1754])
Enkele jaren geleden dook in de Hertogin Anna Amaliabibliotheek in Weimar een afschrift op van Reinckens grote bewerking van 'An Wasser Flüssen Babÿlons', dat in 1700 ten huize van de Lüneburger organist en componist Georg Böhm was vervaardigd door de toen 15-jarige Johann Sebastian Bach (het vormt de bevestiging van de hierboven vermelde aantekening 'wat Bach niet onbekend was').

## 'Hergeboorte'
De koraalfantasie zou pas in de 19de eeuw een zekere hergeboorte beleven: door Julius Reubke, oud-leerling van Franz Liszt, die een omvangrijke sonate over de 94ste psalm componeerde (een soort symfonisch gedicht voor orgel over de betreffende psalmtekst. En vooral door Max Reger die in totaal zeven 'Choralphantasien' schreef (bestaande uit een inleiding een reeks elkaar meestal direct opvolgende variaties, soms afgesloten door een omvangrijke fuga) over lutherse kerkliederen waarbij de tekst van de verzen de muzikale uitdrukking bepaalt.
De 'Trois Chorals' die de Franse componist César Franck tegen het einde van zijn leven componeerde, zijn gebaseerd op zelfbedachte kerkliedachtige thema's en kenmerken zich door een symfonisch-orkestrale inslag.

## Voorbeelden uit de (late) 17de eeuw
Voorbeelden van Noord-Duitse koraalfantasieën zijn:
- An Wasser Flüssen Babÿlons - Johann Adam Reincken
- Was kann uns kommen an für Not - Johann Adam Reinken
- Nun freut ech lieben Christen gemein - Dieterich Buxtehude
- Gelobet seist du Jesu Christ - Dieterich Buxtehude
- Te Deum laudamus - Dieterich Buxtehude
- Magnificat Primi toni - Dieterich Buxtehude
- Nun komm der heiden Heiland - Nicolaus Bruhns
- Ich ruff zu Dir Herr Jesu Christ - Vincent Lübeck Sr.